# جي. إي. مايرز
جي. إي. مايرز هو بائع ‏ وسياسي أمريكي، ولد في 22 ديسمبر 1862 في دايتون في الولايات المتحدة، وتوفي في 11 يونيو 1944.